# Ramdala socken
Ramdala socken i Blekinge ingick i Östra härad, ingår sedan 1974 i Karlskrona kommun och motsvarar från 2016 Ramdala distrikt i Blekinge län.
Socknens areal är 83,2 kvadratkilometer, varav land 82,3. År 2000 fanns här 2 076 invånare. Tätorten Gängletorp samt tätorten Ramdala med sockenkyrkan Ramdala kyrka ligger i socknen. 

## Administrativ historik
Socknen har medeltida anor med en kyrka från 1200-talet.
Vid kommunreformen 1862 övergick socknens ansvar för de kyrkliga frågorna till Ramdala församling och för de borgerliga frågorna till Ramdala landskommun. Landskommunen inkorporerades 1963 i Jämjö landskommun och uppgick 1974 i Karlskrona kommun.
1 januari 2016 inrättades distriktet Ramdala, med samma omfattning som församlingen hade 1999/2000.  
Socknen har tillhört fögderier, tingslag och domsagor enligt vad som beskrivs i artikeln Östra härad.
Socken indelades fram till 1901 i 95 båtsmanshåll, vars båtsmän tillhörde Blekinges 1:a (2:a före 1845) båtsmanskompani.

## Geografi
Ramdala socken sträcker sig i ett smalt nord-sydligt band från smålandsgränsen till kusten öster om Karlskrona. Norra delen  består mest av glesbebyggda skogstrakter. I söder finns öppna bördiga dalbygder samt innerskärgård med bland annat ön Senoren.

### Orter i Ramdala socken
Följande byar/öar ingår i Ramdala socken:

- Berntorp
- Björstorp, Ramdala
- Tornby, Ramdala
- Bäckareboda
- Stockebromåla
- Sötevallsryd
- Dragda
- Rävsmåla
- Granhult, Ramdala
- Fabbemåla
- Sälleryd
- Skrävle
- Pungsmåla
- Gåsamåla
- Ramdala
- Vinberga
- Vallby, Ramdala
- Vallby-Rosendal, Ramdala
- Hejetorp
- Åby, Ramdala
- Säby, Ramdala
- Gängletorp
- Torstäva
- Möcklö
- Senoren

## Fornminnen
Stenåldersboplatser och hällkistor finns bland annat på Senoren (Torp). Kummel finns mellan Berntorp och Björnstorp, vid Gängletorp, Säby och Vinberga. Järnåldersgravar finns på flera ställen t. ex. vid Bäckareboda, Berntorp, Ramdala, Säby, Vinberga (resta stenar), Röebäck (flatmarksgravar), Torstäva (en stor hög), Västernäs och på Senoren (stensättningar även i skeppsform). Domarring finns i Säby (Sjöbrisvägen).

## Namnet
Namnet (1334 ecclesie Randala, 1345 ecclesie Rafndalæ), innehåller förleden rafn, ravn (danska för korp) efterledet dal.

## Befolkningsutveckling
| Befolkningsutvecklingen i Ramdala socken 1750–1990                                                      | Befolkningsutvecklingen i Ramdala socken 1750–1990 | Befolkningsutvecklingen i Ramdala socken 1750–1990 | Befolkningsutvecklingen i Ramdala socken 1750–1990 | Befolkningsutvecklingen i Ramdala socken 1750–1990 |
| --- | -------------------------------------------------- | -------------------------------------------------- | -------------------------------------------------- | -------------------------------------------------- |
| |                                                    |                                                    |                                                    |                                                    |
| År |                                                    |                                                    | Folkmängd                                          |                                                    |
| 1750 | 1750                                               |                                                    | 1 360                                              |                                                    |
| 1780 | 1780                                               |                                                    | 2 633                                              |                                                    |
| 1790 | 1790                                               |                                                    | 1 687                                              |                                                    |
| 1800 | 1800                                               |                                                    | 1 905                                              |                                                    |
| 1810 | 1810                                               |                                                    | 2 058                                              |                                                    |
| 1820 | 1820                                               |                                                    | 2 311                                              |                                                    |
| 1830 | 1830                                               |                                                    | 2 368                                              |                                                    |
| 1840 | 1840                                               |                                                    | 2 452                                              |                                                    |
| 1850 | 1850                                               |                                                    | 2 553                                              |                                                    |
| 1860 | 1860                                               |                                                    | 2 748                                              |                                                    |
| 1870 | 1870                                               |                                                    | 3 090                                              |                                                    |
| 1880 | 1880                                               |                                                    | 3 348                                              |                                                    |
| 1890 | 1890                                               |                                                    | 3 137                                              |                                                    |
| 1900 | 1900                                               |                                                    | 2 992                                              |                                                    |
| 1910 | 1910                                               |                                                    | 2 811                                              |                                                    |
| 1920 | 1920                                               |                                                    | 2 784                                              |                                                    |
| 1930 | 1930                                               |                                                    | 2 655                                              |                                                    |
| 1940 | 1940                                               |                                                    | 2 429                                              |                                                    |
| 1950 | 1950                                               |                                                    | 2 211                                              |                                                    |
| 1960 | 1960                                               |                                                    | 1 972                                              |                                                    |
| 1970 | 1970                                               |                                                    | 1 747                                              |                                                    |
| 1980 | 1980                                               |                                                    | 1 944                                              |                                                    |
| 1990 | 1990                                               |                                                    | 2 018                                              |                                                    |
| Anm: Källor: Umeå universitet - Tabellverket 1749-1859, Demografiska databasen, CEDAR, Umeå universitet |                                                    |                                                    |                                                    |                                                    |

## Personer från Ramdala socken
- Andreas Randel, 1806-1864, kompositör och violinist

### Fotnoter
1. 1 2 3  Svensk Uppslagsbok andra upplagan 1947–1955: Ramdala socken
2. 1 2  Harlén, Hans; Harlén Eivy (2003). Sverige från A till Ö: geografisk-historisk uppslagsbok. Stockholm: Kommentus. Libris 9337075. ISBN 91-7345-139-8
3. ↑  "Ostkanten" om Blekinge och Södra Möres båtsmän
4. 1 2  Sjögren, Otto (1932). Sverige geografisk beskrivning del 3 Blekinge, Kristianstads, Malmöhus och Hallands län samt staden Göteborg. Stockholm: Wahlström & Widstrand. Libris 9940
5. 1 2  Nationalencyklopedin
6. ↑  Fornlämningar, Statens historiska museum: Ramdala socken
7. ↑  Fornminnesregistret, Riksantikvarieämbetet: Ramdala socken Fornminnen i socknen erhålls på kartan genom att skriva in sockennamn (utan "socken") i "Ange geografiskt område"